# 松井幸則
松井 幸則（まつい ゆきのり、1972年12月18日 - ）は、日本のプロレスのレフェリー、プロモーター。岩手県宮古市出身。身長172cm、体重88kg。血液型B型。DDTプロレスリング所属。

## 人物
がっしりした体格でやや強面の風貌だが、温厚な人柄で知られる。派手なパフォーマンスは無いが、豊かな経験と技術に裏打ちされた堅実なレフェリングを行い試合の流れを読むのが上手い。場合によって、悪徳レフェリーを演じたり、選手と共にギャグに参加したりと硬軟の幅も広い。大阪プロレス時代はバラエティに富んだ試合を年間500試合以上裁いていた。

## 略歴
オリエンタルプロレス→新格闘プロレス→フリー→WAR→みちのくプロレス→大阪プロレス→フリーを経てDDTプロレスリングに所属。レフェリーとしてのデビューは1994年7月26日に岩手大船渡市体育館で行われた新格闘プロレスの興行、山田圭介vs高智政光戦。
1999年にスペル・デルフィンと共にみちのくプロレスを離脱、大阪プロレスに旗揚げから参加するが2005年2月25日に大阪プロレスを退社。
10月15日にプロモーターとして初の活動を行い団体を越えた興行「びっくりプロレス」を行った。
2006年3月、DDTに所属となる。

## タイトル歴
- アイアンマンヘビーメタル級王座（第250代）

## エピソード
- 2006年に結婚している。

## びっくりプロレス
びっくりプロレスは、松井幸則のプロデュースによるプロレス興行。みちのくプロレス、大阪プロレス、DDTプロレスリングと渡り歩きインディーの雄と呼ばれる選手も多く参戦してることから豪華なマッチメイクが実現されている。
| 2005年10月15日 お前ら、見たらわかるやろ!! 岸和田市総合体育館 観客数 : 1,433人 | 2005年10月15日 お前ら、見たらわかるやろ!! 岸和田市総合体育館 観客数 : 1,433人 | 2005年10月15日 お前ら、見たらわかるやろ!! 岸和田市総合体育館 観客数 : 1,433人 | 2006年12月14日 お前ら、見たらわかるやろ!!2 後楽園ホール 観客数 : 1,211人 | 2006年12月14日 お前ら、見たらわかるやろ!!2 後楽園ホール 観客数 : 1,211人 | 2006年12月14日 お前ら、見たらわかるやろ!!2 後楽園ホール 観客数 : 1,211人 | 2007年1月8日 お前ら、見たらわかるやろ!!3 アゼリア大正 観客数 : 347人 | 2007年1月8日 お前ら、見たらわかるやろ!!3 アゼリア大正 観客数 : 347人 | 2007年1月8日 お前ら、見たらわかるやろ!!3 アゼリア大正 観客数 : 347人 |
| 第1試合 タッグマッチ                                                          | 第1試合 タッグマッチ                                                          | 第1試合 タッグマッチ                                                          | 第1試合 シングルマッチ                                                   | 第1試合 シングルマッチ                                                   | 第1試合 シングルマッチ                                                   | 第1試合 シングルマッチ                                               | 第1試合 シングルマッチ                                               | 第1試合 シングルマッチ                                               |
| ○高井憲吾 SYU                                                                 | 11分53秒 パワーボム                                                           | 橘隆志× 柏大五郎                                                              | ○高井憲吾                                                                | 10分5秒 ジャーマンスープレックスホールド                                 | SYU×                                                                     | ○マグニチュード岸和田                                                | 16分14秒 ラストライド                                                | 高井憲吾×                                                            |
| 第2試合 シングルマッチ                                                        | 第2試合 シングルマッチ                                                        | 第2試合 シングルマッチ                                                        | 第2試合 タッグマッチ                                                     | 第2試合 タッグマッチ                                                     | 第2試合 タッグマッチ                                                     | 第2試合 タッグマッチ                                                 | 第2試合 タッグマッチ                                                 | 第2試合 タッグマッチ                                                 |
| ○土井成樹                                                                     | 6分45秒 バカタレ・スライディングキック                                        | アジアン・クーガー×                                                           | ○高岩竜一 諸橋晴也                                                       | 14分13秒 デスバレーボム                                                  | HARASHIMA 柿本大地×                                                      | ○ディアブロ 黒影                                                     | 11分2秒 ディアブロドライバー                                         | アステカ カブキキッド×                                               |
| 第3試合 タッグマッチ                                                          | 第3試合 タッグマッチ                                                          | 第3試合 タッグマッチ                                                          | 第3試合 タッグマッチ                                                     | 第3試合 タッグマッチ                                                     | 第3試合 タッグマッチ                                                     | 第3試合 シングルマッチ                                               | 第3試合 シングルマッチ                                               | 第3試合 シングルマッチ                                               |
| ○村浜武洋 日向あずみ                                                          | 16分37秒 垂直落下式ブレーンバスター                                           | 菊タロー× 倉垣翼                                                              | ○長井満也 黒田哲広                                                       | 13分53秒 キャプチュード                                                  | ドン・フジイ 菊タロー×                                                   | ○Gamma                                                               | 7分28秒 ガンマスペシャル                                             | サノ・ナオシーマ×                                                    |
| 第4試合 タッグマッチ                                                          | 第4試合 タッグマッチ                                                          | 第4試合 タッグマッチ                                                          | 第4試合 シングルマッチ                                                   | 第4試合 シングルマッチ                                                   | 第4試合 シングルマッチ                                                   | 第4試合 タッグマッチ                                                 | 第4試合 タッグマッチ                                                 | 第4試合 タッグマッチ                                                 |
| ○田中将斗 黒田哲広                                                            | 15分13秒 ダイヤモンドダスト                                                   | ドン・フジイ× 鷹木信悟                                                        | ○稔                                                                      | 13分14秒 ミノルスペシャル                                                | 飯伏幸太×                                                                | ○土井成樹 吉野正人                                                   | 17分1秒 バカタレ・スライディングキック                               | 石倉正徳 SYU×                                                        |
| 第5試合 オープン・ザ・トライアングルゲート選手権試合                          | 第5試合 オープン・ザ・トライアングルゲート選手権試合                          | 第5試合 オープン・ザ・トライアングルゲート選手権試合                          | 第5試合 タッグマッチ                                                     | 第5試合 タッグマッチ                                                     | 第5試合 タッグマッチ                                                     | 第5試合 シングルマッチ                                               | 第5試合 シングルマッチ                                               | 第5試合 シングルマッチ                                               |
| ○マグニチュード岸和田 CIMA 吉野正人                                           | 22分23秒 ラストライド                                                         | ディック東郷 TAKAみちのく Gamma×                                              | ディック東郷 ○Gamma                                                      | 16分42秒 ダイビングセントーン                                            | 高木三四郎× CIMA                                                         | ○菊タロー                                                            | 11分22秒 スモールパッケージホールド                                  | マグニチュード岸和田×                                                |
|                                                                               |                                                                               |                                                                               | 第6試合 シングルマッチ                                                   |                                                                          |                                                                          |                                                                      |                                                                      |                                                                      |
|                                                                               |                                                                               |                                                                               | ○獣神サンダー・ライガー                                                  | 26分32秒 垂直落下式ブレーンバスター                                      | マグニチュード岸和田×                                                    |                                                                      |                                                                      |                                                                      |

| 2007年7月8日 お前ら、見たらわかるやろ!!4 アゼリア大正 観客数 : 282人 | 2007年7月8日 お前ら、見たらわかるやろ!!4 アゼリア大正 観客数 : 282人 | 2007年7月8日 お前ら、見たらわかるやろ!!4 アゼリア大正 観客数 : 282人 | 2007年11月3日 お前ら、見たらわかるやろ!!5 松下IMPホール 観客数 : 751人 | 2007年11月3日 お前ら、見たらわかるやろ!!5 松下IMPホール 観客数 : 751人 | 2007年11月3日 お前ら、見たらわかるやろ!!5 松下IMPホール 観客数 : 751人 | 2009年5月31日 お前ら、見たらわかるやろ!!6 豊中ローズ文化ホール 観客数 : 486人 | 2009年5月31日 お前ら、見たらわかるやろ!!6 豊中ローズ文化ホール 観客数 : 486人 | 2009年5月31日 お前ら、見たらわかるやろ!!6 豊中ローズ文化ホール 観客数 : 486人 |
| 第1試合 シングルマッチ                                               | 第1試合 シングルマッチ                                               | 第1試合 シングルマッチ                                               | 第1試合 シングルマッチ                                                 | 第1試合 シングルマッチ                                                 | 第1試合 シングルマッチ                                                 | 第1試合 タッグマッチ                                                          | 第1試合 タッグマッチ                                                          | 第1試合 タッグマッチ                                                          |
| ○マグニチュード岸和田                                                | 11分0秒 ラストライド                                                 | 石倉正徳×                                                            | ○澤宗紀                                                                | 7分46秒 膝十字固め                                                     | 内田祥一×                                                              | ○高井憲吾 柏大五郎                                                            | 14分56秒 ジャーマンスープレックスホールド                                     | ユタカ× 内田祥一                                                              |
| 第2試合 シングルマッチ                                               | 第2試合 シングルマッチ                                               | 第2試合 シングルマッチ                                               | 第2試合 タッグマッチ                                                   | 第2試合 タッグマッチ                                                   | 第2試合 タッグマッチ                                                   | 第2試合 タッグマッチ                                                          | 第2試合 タッグマッチ                                                          | 第2試合 タッグマッチ                                                          |
| ○内田祥一                                                            | 8分23秒 ダイビングヘッドバット                                       | 藤澤忠伸×                                                            | 黒田哲広 SYU ○フランソワーズ☆                                          | 14分28秒 ラリアット                                                    | 藤澤忠伸 菊タロー× 宮崎有妃                                            | 宮原健斗 ○起田高志                                                            | 15分56秒 フロッグスプラッシュ                                                 | 高智政光 入江茂弘×                                                            |
| 第3試合 タッグマッチ プロレスリング華☆激提供試合                     | 第3試合 タッグマッチ プロレスリング華☆激提供試合                     | 第3試合 タッグマッチ プロレスリング華☆激提供試合                     | 第3試合 シングルマッチ                                                 | 第3試合 シングルマッチ                                                 | 第3試合 シングルマッチ                                                 | 第3試合 シングルマッチ                                                        | 第3試合 シングルマッチ                                                        | 第3試合 シングルマッチ                                                        |
| ディアブロ ○黒影                                                     | 8分31秒 武者狩り                                                     | コスモ☆ソルジャー スペル・タイラ×                                    | ○金丸義信                                                              | 11分6秒 垂直落下式ブレーンバスター                                     | アントーニオ本多×                                                      | ○ディック東郷                                                                 | 10分44秒 ブレーンバスター                                                     | 菊タロー×                                                                     |
| 第4試合 シングルマッチ                                               | 第4試合 シングルマッチ                                               | 第4試合 シングルマッチ                                               | 第4試合 シングルマッチ                                                 | 第4試合 シングルマッチ                                                 | 第4試合 シングルマッチ                                                 | 第4試合 タッグマッチ                                                          | 第4試合 タッグマッチ                                                          | 第4試合 タッグマッチ                                                          |
| ○超人勇者Gヴァリオン                                                 | 11分23秒 ヴァリオンスプラッシュ                                      | SYU×                                                                 | ○田中将斗                                                              | 11分58秒 スライディングD                                               | 高井憲吾×                                                              | ○HARASHMA                                                                     | 17分9秒 蒼魔刀                                                                | 石倉正徳×                                                                     |
| 第5試合 ミクストタッグマッチ                                         | 第5試合 ミクストタッグマッチ                                         | 第5試合 ミクストタッグマッチ                                         | 第5試合 スペシャル6人タッグマッチ                                      | 第5試合 スペシャル6人タッグマッチ                                      | 第5試合 スペシャル6人タッグマッチ                                      | 第5試合 スペシャルタッグマッチ                                                | 第5試合 スペシャルタッグマッチ                                                | 第5試合 スペシャルタッグマッチ                                                |
| ○マグニチュード岸和田 チェリー with マグニチュード岸和田             | 14分37秒 首固め                                                      | 菊タロー× 菊タロー ラ・マルクリアーダ                                | ディック東郷 ○TAKAみちのく MEN'Sテイオー                               | 15分54秒 ジャストフェイスロック                                        | 飯伏幸太 円華 SUSUMU×                                                  | ○飯伏幸太 中嶋勝彦                                                            | 19分21秒 ファイヤーバードプラッシュ                                           | 円華× 澤宗紀                                                                  |
|                                                                      |                                                                      |                                                                      | 第6試合 遺恨清算!スペシャルシングルマッチ                              | 第6試合 遺恨清算!スペシャルシングルマッチ                              | 第6試合 遺恨清算!スペシャルシングルマッチ                              | 第6試合 スペシャルシングルマッチ                                              | 第6試合 スペシャルシングルマッチ                                              | 第6試合 スペシャルシングルマッチ                                              |
|                                                                      |                                                                      |                                                                      | ○マグニチュード岸和田                                                  | 17分31秒 ラストライド                                                  | 金村キンタロー×                                                        | ○田中将斗                                                                     | 25分8秒 スライディングD                                                       | マグニチュード岸和田×                                                         |

| 2010年5月22日 松井幸則自主興行「人は城」 新木場1stRing 観客数 : 421人 | 2010年5月22日 松井幸則自主興行「人は城」 新木場1stRing 観客数 : 421人 | 2010年5月22日 松井幸則自主興行「人は城」 新木場1stRing 観客数 : 421人 | 2011年6月26日 最大最後の決戦!! 住吉区民センター 観客数 : 不明 | 2011年6月26日 最大最後の決戦!! 住吉区民センター 観客数 : 不明 | 2011年6月26日 最大最後の決戦!! 住吉区民センター 観客数 : 不明 |  |  |  |
| 第1試合 タッグマッチ                                                  | 第1試合 タッグマッチ                                                  | 第1試合 タッグマッチ                                                  | 第1試合 柏道場リバイバルタッグマッチ | 第1試合 柏道場リバイバルタッグマッチ | 第1試合 柏道場リバイバルタッグマッチ |  |  |  |
| ○ヤス・ウラノ 内田祥一                                                | 10分16秒 モダンタイムス                                               | ユタカ 石井慧介×                                                      | ブラックバファロー ○高智政光 | 6分42秒 ジャーマンスープレックスホールド | 松崎和彦 オリプロ板倉× |  |  |  |
| 第2試合 オリエンタルチャレンジタッグマッチ                            | 第2試合 オリエンタルチャレンジタッグマッチ                            | 第2試合 オリエンタルチャレンジタッグマッチ                            | 第2試合 タッグマッチ | 第2試合 タッグマッチ | 第2試合 タッグマッチ |  |  |  |
| ○松崎和彦 平野勝美                                                    | 14分39秒 逆エビ固め                                                   | 入江茂弘 高尾蒼馬×                                                    | ○邪道 外道 | 12分10秒 クロスフェイス・オブ・JADO | ヤス・ウラノ 石井慧介× |  |  |  |
| 第3試合 シングルマッチ                                                | 第3試合 シングルマッチ                                                | 第3試合 シングルマッチ                                                | 第3試合 スペシャルシングルマッチ | 第3試合 スペシャルシングルマッチ | 第3試合 スペシャルシングルマッチ |  |  |  |
| ○飯伏幸太                                                             | 10分43秒 ドラゴンスープレックスホールド                               | 佐々木大輔×                                                           | ○関本大介 | 12分22秒 ジャーマンスープレックスホールド | 入江茂弘× |  |  |  |
| 第4試合 スペシャルタッグマッチ                                        | 第4試合 スペシャルタッグマッチ                                        | 第4試合 スペシャルタッグマッチ                                        | 第4試合 スペシャルシングルマッチ | 第4試合 スペシャルシングルマッチ | 第4試合 スペシャルシングルマッチ |  |  |  |
| ○ディック東郷 マグニチュード岸和田                                    | 15分43秒 ダイビングセントーン                                         | 田中将斗 黒田哲広×                                                    | ○菊タロー | 14分02秒 シャイニングえベザード | くいしんぼう仮面× |  |  |  |
| 第5試合 スペシャルシングルマッチ                                      | 第5試合 スペシャルシングルマッチ                                      | 第5試合 スペシャルシングルマッチ                                      | 第5試合 スペシャルシングルマッチ | 第5試合 スペシャルシングルマッチ | 第5試合 スペシャルシングルマッチ |  |  |  |
| ○外道                                                                 | 18分46秒 横入りエビ固め                                               | アントーニオ本多×                                                     | ○ディック東郷 | 31分53秒 ダイビングセントーン | マグニチュード岸和田× |  |  |  |
| 第6試合 KO-Dタッグ選手権試合                                          | 第6試合 KO-Dタッグ選手権試合                                          | 第6試合 KO-Dタッグ選手権試合                                          | 第6試合 びっくりタッグランブル | 第6試合 びっくりタッグランブル | 第6試合 びっくりタッグランブル |  |  |  |
| ブラジャー蝶野 ○ランジェリー武藤 （王者組）                           | 14分59秒 シャイニングウィザード                                       | 菊タロー くいしんぼう仮面× （挑戦者組）                               | ○ミスター6号&ミスター346号 16分20秒 前方回転エビ固め マサ高梨×&男色ディーノ 退場順 高井憲吾&ユタカ、石川修司&諸橋晴也、マグニチュード岸和田&マグニチュード岸和田、MIYAWAKI&大家健、さくらえみ&紫雷美央、冨宅飛駈&澤宗紀 ルールは一定時間ごとにタッグチームが入場してリングで同時に戦う。3カウント、ギブアップ、オーバーザトップロープで失格となる。1人が失格となった場合は、そのタッグパートナーも同時に権利を失う。最後に残った1チームが勝利となる。 | ○ミスター6号&ミスター346号 16分20秒 前方回転エビ固め マサ高梨×&男色ディーノ 退場順 高井憲吾&ユタカ、石川修司&諸橋晴也、マグニチュード岸和田&マグニチュード岸和田、MIYAWAKI&大家健、さくらえみ&紫雷美央、冨宅飛駈&澤宗紀 ルールは一定時間ごとにタッグチームが入場してリングで同時に戦う。3カウント、ギブアップ、オーバーザトップロープで失格となる。1人が失格となった場合は、そのタッグパートナーも同時に権利を失う。最後に残った1チームが勝利となる。 | ○ミスター6号&ミスター346号 16分20秒 前方回転エビ固め マサ高梨×&男色ディーノ 退場順 高井憲吾&ユタカ、石川修司&諸橋晴也、マグニチュード岸和田&マグニチュード岸和田、MIYAWAKI&大家健、さくらえみ&紫雷美央、冨宅飛駈&澤宗紀 ルールは一定時間ごとにタッグチームが入場してリングで同時に戦う。3カウント、ギブアップ、オーバーザトップロープで失格となる。1人が失格となった場合は、そのタッグパートナーも同時に権利を失う。最後に残った1チームが勝利となる。 |  |  |  |
|                                                                       |                                                                       |                                                                       | 第7試合 6人タッグマッチ | | |  |  |  |
|                                                                       |                                                                       |                                                                       | ○FUNAKI ツバサ 高尾蒼馬 | 10分45秒 スタナー | グルクンダイバー 佐々木大輔× 内田祥一 |  |  |  |
|                                                                       |                                                                       |                                                                       | 第8試合 スペシャル6人タッグマッチ | | |  |  |  |
|                                                                       |                                                                       |                                                                       | 天龍源一郎 HARASHIMA ○KUDO | 14分32秒 ダイビングダブルニードロップ | 飯伏幸太 ケニー・オメガ アントーニオ本多× |  |  |  |